# Руска (Васлуй)
Руска (рум. Rusca) — село у повіті Васлуй в Румунії. Входить до складу комуни Педурень.
Село розташоване на відстані 289 км на північний схід від Бухареста, 25 км на схід від Васлуя, 67 км на південний схід від Ясс, 135 км на північ від Галаца.

## Населення
За даними перепису населення 2002 року у селі проживали 732 особи, усі — румуни. Усі жителі села рідною мовою назвали румунську.